# Proszynskiana aeluriforma
Proszynskiana aeluriforma är en spindelart som beskrevs av Logunov, Rakov 1998. Proszynskiana aeluriforma ingår i släktet Proszynskiana och familjen hoppspindlar. Inga underarter finns listade i Catalogue of Life.